# Nanoalbum
Nanoalbum je studiové album skupiny Tata Bojs z roku 2004. Jedná se o konceptuální album, což znamená, že celým albem se nese příběh. Deska byla vřele oceněna u kritiků. Tata Bojs za ni v roce 2004 získali čtyři Anděly (skupina roku, album roku – rock, videoklip roku, zvuková nahrávka roku) a následující rok obdrželi dalšího Anděla za koncertní DVD. Kromě Nanoalba vyšla ještě Mardošova kniha Nanobook, která vypráví důkladněji příběh Nanoalba. Tato kniha skončila třetí v ceně Ministra kultury.
V roce 2018 vyšlo album v remasterované reedici na 2LP.

## Příběh
Průvodcem příběhu je robot - pes jménem Hal 9000. Ten mezi bloky písní vstupuje do děje jako vypravěč. Vypráví příběh o počítačovém nadšenci iTomovi, kterému Hal patří a jeho dívce Elišce. Oba jsou do sebe zamilovaní, přestože vyznávají odlišnou životní filozofii. Dále je nám představeno „Centrum pro výzkum a aplikaci nanogamie“ neboli CVAN, které jako později pochopíme je klíčem celého příběhu. Zápletka pokračuje, když se Hal zatoulá a upadne do "kómatu". Probírá se v bytě asistentky z CVAN s jménem 90/60/90, která si jako počítačová odbornice stáhla z Hala všechna data a tak kontaktovala jeho majitele - iToma. Jejich konverzace se ale nějak zamotala "způsobem který jim vyhovoval". Eliška jednoho dne ale onemocní a musí být převezena do CVAN - její poslední naděje. V tomto centru působí největší světový odborník na nanogamii, docent Tečka. Nanogamie je metoda léčení při které se jakýsi malý robůtek ovládaný člověkem (nanopilotem) vpíchne do lidského těla, ve kterém bojuje s „nepřátelskými“ viry, nebo „přestavuje“ lidské buňky, aby se tělo uzdravilo. Docent Tečka je ale schizofrenní šílenec, který nesnáší veškerou nečistotu a bojuje s ní tak, že zabíjí bezdomovce. Nakonec spáchá sebevraždu a Eliška nemá žádného nanopilota, který by ji zachránil. 90/60/90 napadlo, že ITom je velmi zdatný hráč počítačových her a tak se rozhodla ho požádat o pomoc. Jakmile zjistil, že pacientem je jeho Eliška tak je rozhodnutý. i-Tom je velice rozrušený a zdají se mu divné sny, v jednom z nich je Hal milionkrát zmenšený vpravený jako dálkově ovládaný nanobot do těla Elišky. Po dlouhém boji s viry nakonec iTom Elišku zachrání. Oba ale zjistí, že jsou příliš rozdílné osobnosti, a tak se spolu rozchází.
Eliška: "mám být smutná že jsem tě ztratila, když díky tobě jsem přežila"
iTom: "nevím co dál bych ti ještě dal, já budu mít nový život, tobě zbyde Hal"

## Tvůrci

### Hudebníci
- Milan Cais - zpěv, bicí nástroje, perkuse, klávesy, piano , aranže smyčců, programování a tvorba živých i mrtvých loopů, kytara
- Mardoša - elektrická a akustická basová kytara, basové klávesy (13), hlas, texty Halových vodítek (01, 04, 08, 12, 15), MD archiv
- Dušan Neuwerth - elektrické a akustické kytary, klávesy, aranže smyčců, programování a tvorba živých i mrtvých loopů, mandolína, podkres Halova vodítka č.2 (04)
- Vladimír Bár - elektrické a akustické kytary, klávesy, aranže smyčců, samply, Houston, podkres Halova vodítka č.3 (08)

### Postavy (zpěváci)
- iTom - Milan Cais
- Eliška - Klára Nemravová
- doc. prof. Tečka CSc. - Jiří Schmitzer
- 90/60/90 - Linda Hammelová aka Lin-dee
- Hal 9000 - Mardoša

### Hosté
- Jiří Schmitzer - hlas (06)
- Linda Hammelová aka Lin-dee - zpěv (09)
- Moberg Ensemble - sbor (05)
- Epoque kvartet - smyčce (06, 11, 17)
- Jiří Hradil - piano (01, 12, 15), Fender piano (08)
- Věra Čermáková - mimořádné zprávy (11)

## Skladby
1. Halovo vodítko 1
2. Elišce
3. Tomášovi
4. Halovo vodítko 2
5. C.V.A.N.
6. Léčitel
7. Hal se zatoulal
8. Halovo vodítko 3
9. Virtuální duet
10. Nemocná
11. Pan Tečka
12. Halovo vodítko 4
13. Nový nanopilot
14. Zmenšený
15. Halovo vodítko 5
16. Boj
17. Probuzení

## Ocenění
- Cena Akademie populární hudby 2004
  - Skupina roku
  - Album roku – rock
  - Videoklip roku
  - Nejlepší zvuková nahrávka

- Cena Akademie populární hudby 2005
  - Koncertní DVD